# NBA All-Star Game 2007

All-Star Game 2007 Logo

Das NBA All-Star Game 2007 fand am 18. Februar im Thomas & Mack Center in Paradise (Nevada) statt. Das 56. All-Star Game war damit das erste in der Geschichte der National Basketball Association, das in einer Stadt, die kein NBA Team hat, ausgetragen wurde.
Vor 15.694 Zuschauern setzte sich der Westen deutlich mit 153:132 gegen den Osten durch. Mit 31 Punkten wurde Kobe Bryant zum wertvollsten Spieler des Spiels gewählt (MVP).

## Trainer
Die Trainer der beiden All-Star Mannschaften waren die beiden NBA-Coaches, deren Teams am 4. Februar (zwei Wochen vor dem Spiel) die jeweilige Conference anführten.
Aufgrund der Regel, dass kein Trainer in zwei aufeinander folgenden All-Star Games an der Seitenlinie stehen darf, waren es dieses Jahr aber die beiden Trainer der Conference-Zweiten, da sowohl Avery Johnson (Dallas Mavericks) als auch Flip Saunders (Detroit Pistons) bereits im Vorjahr die Teams betreut hatten.
- Western Conference: Mike D’Antoni (Phoenix Suns)
- Eastern Conference: Eddie Jordan (Washington Wizards)

## Spieler
Die Spieler der Western Conference traten in weißen Trikots mit roten Akzenten an, die Spieler der Eastern Conference in blauen Trikots mit weißen Akzenten. Auf den Trikots ist neben East bzw. West die Nummer, der Name und das Emblem des Clubs, für den der jeweilige Spieler spielt, zu sehen. Ausstatter war erstmals adidas, das sich beim Design der Trikots vom Glücksspiel, für das Las Vegas bekannt ist, hat inspirieren lassen.

### Starting Five
Im Zeitraum vom 13. November 2006 bis zum 21. Januar 2007, hatten die Fans die Möglichkeit abzustimmen, welche Spieler zu Beginn des Spiels auf dem Parkett stehen sollten. Über das Internet, in den NBA Arenen, an verschiedensten Plätzen in Las Vegas und einigen weiteren Orten wurden insgesamt 69,1 Millionen Stimmen abgegeben, wobei sich jeder Wähler pro Conference für zwei Forwards, zwei Guards und einen Center entscheiden konnte.
Im Osten bekam LeBron James mit 2.516.049 die meisten Simmen, im Westen bekam Yao Ming mit 2.451.718 die meisten. Sie rangieren damit auch Conference-übergreifend auf den ersten beiden Plätzen. Auf Rang 6 liegt Allen Iverson mit 1.813.638 Stimmen, der aber aufgrund der starken Konkurrenz auf seiner Position schon nicht mehr zur Starting Five gehört.
Western Conference:
- F: Kevin Garnett (Minnesota Timberwolves)
- F: Tim Duncan (San Antonio Spurs)
- C: Yao Ming1 (Houston Rockets)
- G: Kobe Bryant (LA Lakers)
- G: Tracy McGrady (Houston Rockets)

Eastern Conference:
- F: LeBron James (Cleveland Cavaliers)
- F: Chris Bosh (Toronto Raptors)
- C: Shaquille O’Neal (Miami Heat)
- G: Dwyane Wade (Miami Heat)
- G: Gilbert Arenas (Washington Wizards)

- F: Dirk Nowitzki1 (Dallas Mavericks)

1 Für den verletzten Yao Ming beförderte West-Trainer Mike D’Antoni Dirk Nowitzki von der Ersatzbank in die Starting Five.

### Ersatzspieler
Um zu vermeiden, dass nur bei den Fans beliebte Spieler am All-Star Game teilnehmen und „unbeliebtere“, bessere Spieler zuschauen müssen, wurden die Ersatzspieler nach dem Fan-Voting von den 15 Head Coaches ihrer Conference gewählt. Dabei durfte kein Trainer für Spieler aus seiner eigenen Mannschaft stimmen.
Am 1. Februar wurde bekannt gegeben, welche Spieler auf der Ersatzbank Platz nehmen dürfen. Eingeladen wurden die zwei Forwards, die zwei Guards und der Center mit den meisten Stimmen, sowie die beiden Spieler die von den übrigen Spielern, unabhängig von der Position, von den Head Coaches die meisten Stimmen erhalten haben.
- F-C: Carlos Boozer2 (Utah Jazz)
- F: Shawn Marion (Phoenix Suns)
- F: Dirk Nowitzki1,2 (Dallas Mavericks)
- C: Amar'e Stoudemire (Phoenix Suns)
- G: Allen Iverson3 (Denver Nuggets)
- G: Steve Nash3 (Phoenix Suns)
- G: Tony Parker (San Antonio Spurs)

- F: Caron Butler (Washington Wizards)
- F-C: Jermaine O’Neal (Indiana Pacers)
- C-F: Dwight Howard (Orlando Magic)
- G: Chauncey Billups (Detroit Pistons)
- G-F: Vince Carter (New Jersey Nets)
- G-F: Richard Hamilton (Detroit Pistons)
- G: Jason Kidd4 (New Jersey Nets)

### Ausfälle
Aufgrund der Verletzungen von Yao Ming, Carlos Boozer, Steve Nash und Allen Iverson im Westen und von Jason Kidd im Osten nominierte NBA-Commissioner David Stern folgende Spieler für das All-Star Game nach:
- F: Josh Howard2 (Dallas Mavericks)
- F: Carmelo Anthony2 (Denver Nuggets)
- C: Mehmet Okur3 (Utah Jazz)
- G: Ray Allen3 (Seattle SuperSonics)

- G: Joe Johnson4 (Atlanta Hawks)

## Wettbewerbe im Rahmenprogramm
Im Rahmenprogramm des All-Star Games fanden am Freitag und Samstag vor dem Spiel folgende Wettbewerbe statt:
- Slam Dunk Contest:
- Three-Point Shootout:
- Skills Challenge:
- Shooting Stars Challenge:

Gerald Green (Boston Celtics)
Jason Kapono (Miami Heat)
Dwyane Wade (Miami Heat)
Team Detroit (Chauncey Billups, Bill Laimbeer, Swin Cash)
- Rookie-Challenge:

Sophomores – Rookies 155:114
MVP: David Lee (New York Knicks)
- D-League All-Star Game:

East – West 114:100
MVP: Pops Mensah-Bonsu (Fort Worth Flyers)